# هتل بین‌المللی یانگگادو
هتل بین‌المللی یانگگادو (به لاتین: Yanggakdo International Hotel) یک هتل و آسمان‌خراش در کره شمالی است که در پیونگ‌یانگ واقع شده‌است.